# エンズエンターテイメント
株式会社エンズエンターテイメント（ENS Entertainment Inc.）は、日本の芸能プロダクション。2007年設立。

## 概要
九州男、C&K、HOME MADE 家族、あいみょんなどが所属する芸能事務所。
アーティストのマネジメントと音楽関連のクリエイティブプロダクション事業を軸に、レーベル運営からイベントプロデュース、eコマースサービス、デザイン事業まで幅広く展開する。

## 沿革
- 2007年、九州男のマネジメントをきっかけに設立。同年、主催フェス「MUSIC LIFE」を手がける。[2][3]
- 2009年、 主催フェス 「MUSIC LIFE」を夏フェスとして長崎で初開催。[2][3]
- 2013年、ユニバーサルミュージックの邦楽レーベルNAYUTAWAVE RECORDSと共に、ジョイントベンチャーとしてレーベル「NS waVe」設立。[2][3]

## 所属人物

### アーティスト
(50音順)
- あいみょん
- 汐れいら
- 九州男
- THE SxPLAY（菅原紗由理）
- C&K
- ハジメノヨンポ
- HOME MADE 家族

### コンポーサー/サウンドプロデューサー
- YUKI JOLLY ROGER（BENNIE K）

### 過去に所属していた人物
- ハジ→
- 侍-SAMURAI-

- ACE COLLECTION（契約満了により2021年に退所。退所後は、自らが運営するSTARSEED株式会社に所属。）
- きゃない (2024年2月29日をもってマネジメント契約を終了し、退所。)
- 鹿3 (2024年2月29日をもって退所。)

## 事業内容
- エンターテイメント事業
- レーベルプロデュース
- イベントプロデュース
- デザインセクション